# Lovecraft (cràter)
Lovecraft és un cràter d'impacte en el planeta Mercuri de 51,97 km de diàmetre. Porta el nom de l'escriptor estatunidenc H. P. Lovecraft (1890-1937), i el seu nom va ser aprovat per la Unió Astronòmica Internacional el 2013.